# Mniobryum aspillagae
Mniobryum aspillagae är en bladmossart som beskrevs av Thériot 1924. Mniobryum aspillagae ingår i släktet Mniobryum och familjen Bryaceae. Inga underarter finns listade i Catalogue of Life.